# Шчигри
Шчигри (рус. Щигры) град је у Русији у Курској области.

## Становништво
| 1939. | 1959.  | 1970.  | 1979.  | 1989.  | 2002.  | 2010.  |
| ----- | ------ | ------ | ------ | ------ | ------ | ------ |
| 7.600 | 11.405 | 17.133 | 20.572 | 21.187 | 19.582 | 17.040 |